# Серома
Серома (лимфорея) - скопление тканевой жидкости в подкожной клетчатке ушитой раны, образующееся при разрыве мелких кровеносных сосудов, когда происходит просачивание плазмы крови и развивается вызванное поврежденными клетками воспаление. Серомы отличаются по своему составу от гематом (которые содержат эритроциты), и от абсцессов (которые содержат гной и инфекционные маркеры).